# Harry Potter i les relíquies de la Mort (Part 2)
Harry Potter i les relíquies de la Mort (Part 2) (títol original en anglès, Harry Potter and the Deathly Hallows – Part 2) és una pel·lícula britànico-estatunidenca de gènere fantàstic i d'aventures dirigida per David Yates el 2011 i basada en la novel·la homònima escrita per J. K. Rowling. Com a totes les pel·lícules precedents, Daniel Radcliffe interpreta el paper de Harry Potter, i Rupert Grint i Emma Watson interpreten els millors amics de Harry, Ron Weasley i Hermione Granger. La Part 2 s'estrenà el divendres 15 de juliol de 2011 en format 3D, com també en formats 2D i IMAX. Aquesta pel·lícula ha estat doblada i subtitulada al català.

## Argument
Després de destruir un horricreu i de descobrir el significat de les relíquies de la Mort, Harry, Ron i Hermione continuen la seva recerca d'horricreus en un últim intent d'acabar amb Voldemort. Malauradament, Voldemort s'apodera de la Vareta d'Àlber i llança un atac contra Hogwarts on els tres joves hauran de tornar per defensar el món màgic i muggle de les forces del mal.

## Repartiment
- Daniel Radcliffe com a Harry Potter: un mag britànic de 17 anys.[4][5]
- Rupert Grint com a Ron Weasley: un dels millors amic de Harry.[4]
- Emma Watson com a Hermione Granger: l'altra millor amiga d'en Harry[4]
- Helena Bonham Carter com a Bel·latrix Lestrange: una cavaller de la mort i la cosina i assassina d'en Sirius Black.
- Robbie Coltrane com a Rubeus Hagrid: un semi-gegant i amic d'en Harry i un antic treballador de Hogwarts.
- Michael Gambon com a Albus Dumbledore: l'últim director de Hogwarts.
- Warwick Davis com a Filius Flitwick: el professor d'encantaments i el cap de la residència Ravenclaw a Hogwarts; com a Griphook també va treballar al Banc Gringotts.
- John Hurt com a Garrick Ollivander: el dependent de la botiga de varetes Ollivander que ha sigut capturat pels cavallers de la mort.
- Jason Isaacs com a Lucius Malfoy: el pare de Draco Malfoy i un cavaller de la mort.
- Helen McCrory com a Narcisa Malfoy: la mare d'en Draco i la germana de la Bellatrix.
- Gary Oldman com Sirius Black: el padrí d'en Harry.[5]
- Alan Rickman com a Severus Snape: l'antic cap de la residència Slytherin i professor de pocions i de defensa contra les forces del mal i el nou director de Hogwarts.
- Maggie Smith com a Minerva McGonagall: la professora de transformacions i la cap de la residència Gryffindor a Hogwarts.
- David Thewlis com a Remus Llopin: un home llop membre de l'Ordre del Fènix, qui en un passat va ser professor de defensa contra dels forces del mal a Hogwarts.
- Julie Walters com a Molly Weasley: la mare de la família Weasley.
- Tom Felton com a Draco Malfoy: un cavaller de la mort i el fill d'en Lucius i la Narcisa Malfoy.
- Bonnie Wright com a Ginny Weasley: la germana més jove d'en Ron Weasley i l'interès amorós d'en Harry.
- Matthew Lewis com a Neville Longbottom: un amic de l'escola d'en Harry.[4]
- Evanna Lynch com a Luna Lovegood: una estudiant a Hogwarts i amiga d'en Harry.
- Ralph Fiennes com a Lord Voldemort: un poderós mag i creador i màxima autoritat dels cavallers de la mort.[4]

## Crítica
- Un impressionant final a la franquícia cinematogràfica més rendible de tots els temps (...) El 3-D funciona molt bé pels seus efectes espectaculars (Todd McCarthy: The Hollywood Reporter)[6]
- Amb el seu ritme accelerat, la contínua successió d'esdeveniments i la guerra final dels mags, la part 2 sorprendrà a molts espectadors com una pel·lícula molt més excitant i emocionant que la part 1, més lenta i atmosfèrica (Justin Chang: Variety)[7]

## Premis i nominacions

### Premis
- 2012. BAFTA als millors efectes visuals per Tim Burke, David Vickery, John Richardson i Greg Butler[8]

### Nominacions

#### Premis Oscar
- 2012. Oscar a la millor direcció artística per Stephenie McMillan i Stuart Craig[9]
- 2012. Oscar al millor maquillatge per Nick Dudman, Amanda Knight i Lisa Tomblin[9]
- 2012. Oscar als millors efectes visuals per Tim Burke, David Vickery, Greg Butler i John Richardson[9]

#### Premis BAFTA
- 2012. BAFTA al millor maquillatge per Lisa Tomblin i Amanda Knight[8]
- 2012. BAFTA al millor disseny de producció per Stephenie McMillan i Stuart Craig[8]
- 2012. BAFTA al millor so per Stuart Wilson, Mike Dowson, Adam Scrivener, Stuart Hilliker i James Mather[8]

#### Premis Grammy
- 2012. Grammy a la millor banda sonora per Alexandre Desplat[10]